# Osvaldo Sainte Marie Soruco
Osvaldo Sainte-Marie Soruco (* 8. September 1913 in Santa Cruz, Bolivien; † 25. September 1998 in Santiago de Chile) war ein chilenischer Politiker.
Unter Präsident Carlos Ibáñez del Campo war er von 30. Mai 1955 bis 14. Oktober 1957 Bergbauminister, vom 2. Dezember 1955 bis 12. Dezember 1955 Arbeitsminister und von 24. Mai 1956 bis 17. Juli 1956 sowie vom 6. September 1956 bis 11. Oktober 1957 Außenminister. Vom 13. August 1958 bis 14. Oktober 1958 war er Justizminister.

## Ehrungen
- 1957: Grand-croix de la Légion d’Honneur[5]
- 1957: Großkreuz des Verdienstordens der Bundesrepublik Deutschland